# Hof-Naturalien-Cabinet

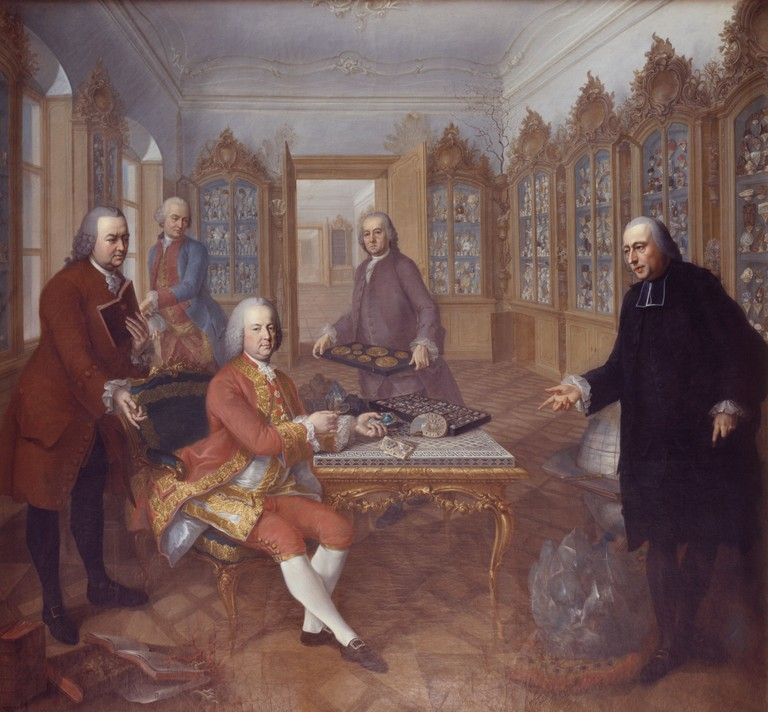
Franz Stephan (sitzend) und seine naturwissenschaftlichen Berater.
Franz Messmer, Jakob Kohl, 1773, Naturhistorisches Museum, Wien

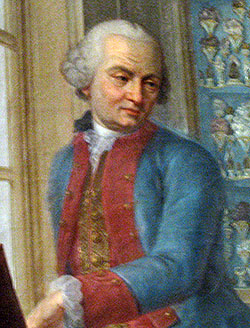
Unter Johann Ritter von Baillou wurde die Sammlung erweitert

Das Hof-Naturalien-Cabinet oder Hof-Naturalienkabinett war der Vorgänger des heutigen Naturhistorischen Museums in Wien.

## Geschichte
Das Hof-Naturalien-Cabinet war eine Reihe von Sammlungen verschiedener naturwissenschaftlicher Themen, die unter Kaiser Franz Stephan von Lothringen, der als Förderer der Wissenschaften und Künste gilt, angelegt oder angekauft wurden. Als Gründungszeitpunkt gilt der Ankauf der Sammlung von Johann Ritter von Baillou im Jahr 1748. 
Schwerpunkt der Sammlungen waren Mineralien und Fossilien. Der Grund lag daran, dass man in dieser Zeit Lebewesen, bedingt durch die Weichteile noch nicht richtig präparieren konnte.
Nach dem Tod Franz Stephans im Jahr 1765 wurden die Sammlungen in Staatseigentum übernommen und auch teilweise öffentlich zugängig gemacht. 1776 berief Maria Theresia, die hauptsächlich naturwissenschaftliche Grundlagen für Bergbau suchte, Ignaz von Born, einen bekannten Geologen als Leiter der Kabinette, damit dieser sie systematisch ausbauen konnte. Unter Born erlangte die Sammlung eine große Bedeutung in der geologischen Forschung für ganz Europa.
Unter Kaiser Franz II., der ein bekannter Naturliebhaber war, wurde die Sammlung um ein Tierkabinett erweitert. Der Grundstock dieser Sammlung geht auf habsburgische Jagdtrophäen zurück, die zum Teil von Maximilian II. stammen, aber auch Sammlungen von Johann Natterer.
Bei Ausstellungen rund um 1800 wurden die Tiere teils streng, teils aber auch nur sehr wenig wissenschaftlich dargestellt. Als Kuriosum ging aber auch die Darstellung fremder Menschen, die ebenfalls nach ihrem Tod ausgestopft dargestellt wurden. Bekannt ist dabei Angelo Soliman, dessen Haut nach seinem Tod präpariert wurde und bis 1806 ausgestellt wurde.
Im Jahr 1807 wurde ein eigenes Pflanzenkabinett errichtet. Der Grundstock stammt vom Kaiser selbst. 
Einen bedeutenden Fortschritt machten die Naturalienkabinette unter dem Wissenschaftler und Organisator Karl von Schreibers, der sie von 1806 bis 1851 leitete. Dabei wurden die einzelnen Abteilungen zu Forschungseinrichtungen ausgebaut. Beschäftigt wurden Beamte, diese wurden aber vielfach durch Volontärsarbeiten namhafter Forscher und Wissenschaftler an den Kabinetten unterstützt. Ein Beispiel dabei war Paul Partsch, der sich hauptsächlich um das Mineralienkabinett kümmerte und es auch mit eigenen Sammlungen bereicherte. Stark beeinflusst wurde die Personalpolitik auch durch Willküraktionen des Leibarztes von Franz II. Andreas Joseph von Stifft. Dies änderte sich erst nach dem Tod Franz II., als Stifft seinen Einfluss verlor. 
Schäden erlitten die Kabinette im Zuge der Oktoberaufstände im Jahr 1848, als Teile der Sammlungen ausbrannten oder zerstört wurden. Dazu gehörten beispielsweise zahlreiche unwiederbringliche Stücke der Brasilien-Expedition.

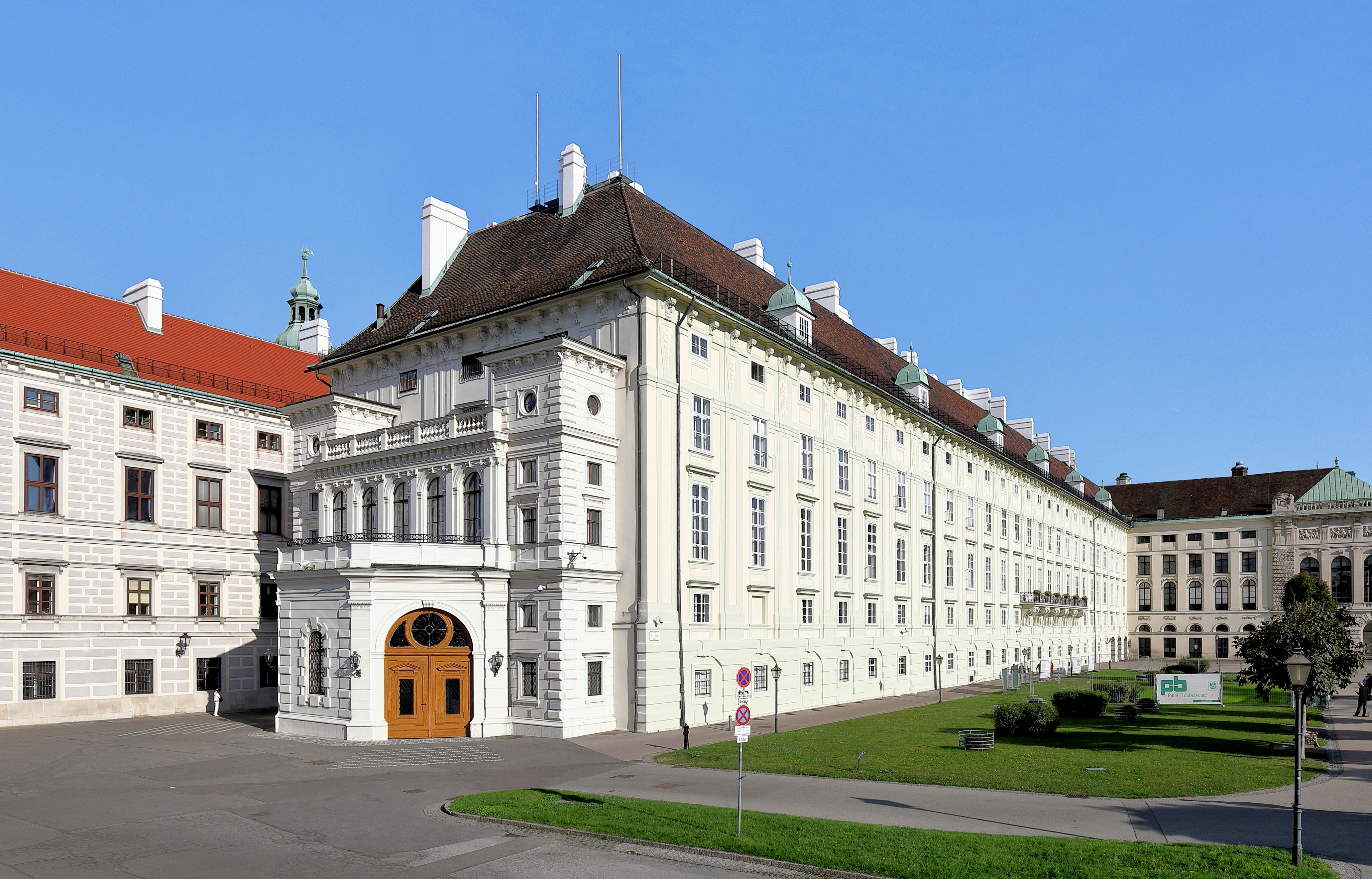
Standort der Naturalienkabinette im Leopoldinischen Trakt

Im Jahr 1851 wurden die Kabinette auch administrativ in einzelne Hofkabinette unterteilt, und zwar:
- Zoologisches Hofkabinett
- Botanisches Hofkabinett
- Mineralogisches Hofkabinett.

Die Sammlungen wurden laufend erweitert. Dies geschah durch Reisende oder staatliche Expeditionen, wie der Novara-Expedition, aber auch durch das Kaiserhaus selbst.
Untergebracht waren die Kabinette bei ihren Anfängen im Leopoldinischen Trakt der Hofburg. Später wurde die Sammlung in den Augustinergang, ebenfalls in der Hofburg transferiert. Das Botanische Kabinett befand sich in der Universität.
Die stets zunehmende Platznot und die Schleifung der Stadtmauer ermöglichte den Bau des Naturhistorischen Museums, das am 10. August 1889 eröffnet werden konnte.